# Möckerling
Möckerling ist eine moderne Wüstung im ehemaligen Landkreis Merseburg-Querfurt in Sachsen-Anhalt. Sie wurde durch den Braunkohleabbau im Geiseltal zerstört.

## Geographische Lage
Möckerling lag im oberen Geiseltal östlich von Mücheln. Nachbarorte waren Zöbigker im Westen, Lützkendorf im Osten, Neubiendorf (ab 1919) und Eptingen im Süden. Zum Ort gehörte die westlich gelegene Wüstung Bündorf. Die ehemalige Ortsflur von Möckerling liegt heute im Südwesten des Geiseltalsees.

## Geschichte
Möckerling ist wahrscheinlich identisch mit dem im Hersfelder Zehntverzeichnis als „Michesdorpf“ genannten Ort. Somit ist das Gründungsdatum vor dem Jahre 890, wahrscheinlich sogar 777 anzusehen. Gegen diese Annahme spricht, dass Möckerling erst wieder im 15. Jahrhundert urkundlich genannt wird. Der Name 'Michesdorf' deutet jedoch auf einen Ort in unmittelbarer Abhängigkeit der Burg von Mücheln hin. 
Im 12. Jahrhundert wurde Möckerling wahrscheinlich dem Kloster Reinsdorf an der Unstrut inkorporiert. Für diese Annahme spricht, dass das Kloster im Ort auch später einige Zinsen hatte und Lehnsherr der Pfarre war. 1485 wurden die Brüder Bernhardt, Hansen, Balthasar und Melchior von Breitenbauch mit ein paar Hufen Landes belehnt. 1525 wird berichtet, dass ein Sebastian Wurm einen Zehnt auf der Bindorfer Mark von Georg von Benndorf gekauft hat. Im Ort existierte ein Rittergut und eine Mühle. 1589 gehörte der Familie von Behr eine Ölmühle in Möckerling, die nach dem Freyburger Amtserbbuch auch den Siedelhof zu Zöbigker besitzen. Mit einer Wiese 'vor dieser Ölmühle' wurden schon 1466 die Gebrüder Bitter beliehen.
Die zumindest seit der Spätgotik bestehende Dorfkirche Möckerling wurde im 18. Jahrhundert erneuert. Möckerling gehörte bis 1815 zum wettinischen, später kursächsischen Amt Freyburg. Durch die Beschlüsse des Wiener Kongresses kam der Ort zu Preußen und wurde 1816 dem Kreis Querfurt im Regierungsbezirk Merseburg der Provinz Sachsen zugeteilt, zu dem er bis 1944 gehörte. 1819 lebten im Ort 190 Einwohner in 43 Häusern. Bedingt durch den Bergbau stieg die Bevölkerung bis 1919 auf 1150 an. 
Zur Jahrhundertwende um 1900 umfasste Möckerling insgesamt 28 Haushalte. Im Dorf befanden sich eine Schule und ein Gasthaus. Auch wenn im Ort hauptsächlich Landwirte lebten – insgesamt 15 Familien –, hatten sich hier auch Handwerker angesiedelt. So wies Möckerling eine Schmiede, eine Mühle, eine Böttcherei sowie eine Schuhmacherei und eine Bäckerei auf.
1927 hatte Möckerling 250 Einwohner.
Am 1. Oktober 1929 wurde Möckerling in die Stadt Mücheln eingemeindet. Während eines Luftangriffs im Zweiten Weltkrieg wurde die Dorfkirche 1944 schwer beschädigt. Im Zuge des Braunkohleabbaus im Geiseltal wurde der Ort im Jahr 1961/62 umgesiedelt und 1964 abgebaggert (devastiert). Der Taufstein der Möckerlinger Kirche kam dabei in die  Kirche St. Micheln.